# Johnius trachycephalus
Johnius trachycephalus är en fiskart som först beskrevs av Bleeker, 1851.  Johnius trachycephalus ingår i släktet Johnius och familjen havsgösfiskar. Inga underarter finns listade i Catalogue of Life.